# Hiệp Hòa

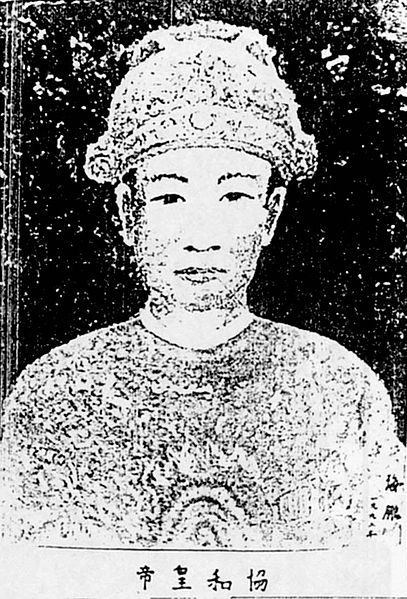
Porträt von Hiệp Hòa

Kaiser Hiệp Hòa (Hán tự: 協和; * 1. November 1847 in Huế; † 30. November 1883 ebenda) war der sechste Kaiser der vietnamesischen Nguyễn-Dynastie. Am 30. Juli 1883 wurde er als Kaiser inthronisiert und bekleidete dieses Amt bis zur Absetzung am Tag vor seiner Ermordung. Sein eigentlicher Name war Nguyễn Phúc Hồng Dật, auch Nguyễn Phúc Thăng; er hatte keine Ärabezeichnung gewählt, das stattdessen benutzte „Hiệp Hòa“ ist sein Beiname.

## Leben
Hiệp Hòa war der letzte und einzige im Sommer 1883 noch lebende Sohn Thiệu Trịs, des dritten, und ein Bruder Tự Đứcs, des vierten Kaisers Vietnams. Vorher den Titel „Văn Lãng Quận Công“ (etwa: Herzog von Văn Lãng) tragend, wurde er gegen seinen Widerstand zum Nachfolger des nach drei Tagen im Amt abgesetzten Dục Đức gemacht.
Während seiner Amtszeit wurde das Land von zwei mächtigen Mandarinen kontrolliert, den Regenten Tôn Thất Thuyết (1839–1913) und Nguyễn Văn Tường (1824–1886). Der eine kontrollierte die Armee, der andere die restlichen Mandarine. Beide lehnten Hiệp Hòa auf dem Thron ab.
Als im August 1883 der französische Admiral Courbet die Hauptstadt Huế unter Kanonenbeschuss nahm und die vietnamesische Armee nichts dagegen ausrichten konnte, unterzeichnete Hiệp Hòa den Vertrag, der Vietnam zum Protektorat Frankreichs machte. Somit übernahm die „Schutzmacht“ die Außenpolitik des Landes. Viele Mandarine, vor allem aber Tôn Thất Thuyết, der schon den Vorgänger Dục Đức zu Fall gebracht hatte, entrüsteten sich darüber. Nachdem Thuyết den Kotau vor Hiệp Hòa verweigerte, fürchtete dieser um sein Leben und wandte sich an die Schutzmacht. Als Thuyết dies am 28. November 1883 erfuhr, ließ er Hiệp Hòa am Folgetag verhaften, anklagen und absetzen, am Tag darauf wurde dieser gezwungen, sich selbst zu vergiften. Da der dritte Regent, Trần Tiễn Thành (1813–1883), diesem Verfahren nicht zustimmen wollte, wurde auch er umgebracht.
Diese chaotische Zeit wird in Vietnam auch „tứ nguyệt tam vương“ – „vier Monde, drei Könige“ genannt.

## Familie
Hiệp Hòa hatte 11 Söhne und 6 Töchter.